# Vretstorp
Vretstorp är en tätort som ligger i Viby socken i västra delen av Hallsbergs kommun.

## Historia
Namnet Vretstorp kan komma av vret 'liten inhägnad åker'. En annan möjlighet är att Vret- kommer av vred i betydelsen 'vägkrök'. Efterledet -torp betyder 'nybygge'.
I samband med järnvägens utbyggnad från Hallsberg över Tiveden till Västergötland försköts centrum i Viby socken från kyrkbyn vid norra änden av Vibysjön ungefär två kilometer söderut till stationssamhället Vretstorp.Under första hälften av 1900-talet, då Vretstorp hade sin blomstringstid, tillverkades bland annat tröskverk på orten.
Vretsorp är beläget i Viby socken och ingick efter kommunreformen 1862 i Viby landskommun. I denna inrättades för orten 20 april 1945 Vretstorps municipalsamhälle som upplöstes 31 december 1955. Orten ingick mellan 1965 och 1971 i Hallsbergs köping och ingår sedan 1971 i Hallsbergs kommun.
I augusti 2015 förstördes fem eller sex hus i Vretstorp av en eldsvåda som börjat i ett garage. Omkring 50 brandmän från flera brandstationer deltog i släckningsarbetet.

### Befolkningsutveckling
| Befolkningsutvecklingen i Vretstorp 1960–2020 | Befolkningsutvecklingen i Vretstorp 1960–2020 | Befolkningsutvecklingen i Vretstorp 1960–2020 | Befolkningsutvecklingen i Vretstorp 1960–2020 | Befolkningsutvecklingen i Vretstorp 1960–2020 |
| --------------------------------------------- | --------------------------------------------- | --------------------------------------------- | --------------------------------------------- | --------------------------------------------- |
|                                               |                                               |                                               |                                               |                                               |
| År                                            |                                               |                                               | Folkmängd                                     | Areal (ha)                                    |
| 1960                                          | 1960                                          |                                               | 1 010                                         |                                               |
| 1965                                          | 1965                                          |                                               | 1 105                                         |                                               |
| 1970                                          | 1970                                          |                                               | 1 035                                         |                                               |
| 1975                                          | 1975                                          |                                               | 1 042                                         |                                               |
| 1980                                          | 1980                                          |                                               | 1 060                                         |                                               |
| 1990                                          | 1990                                          |                                               | 1 002                                         | 183                                           |
| 1995                                          | 1995                                          |                                               | 956                                           | 183                                           |
| 2000                                          | 2000                                          |                                               | 920                                           | 183                                           |
| 2005                                          | 2005                                          |                                               | 841                                           | 184                                           |
| 2010                                          | 2010                                          |                                               | 842                                           | 183                                           |
| 2015                                          | 2015                                          |                                               | 852                                           | 161                                           |
| 2020                                          | 2020                                          |                                               | 898                                           | 157                                           |
|                                               |                                               |                                               |                                               |                                               |

## Samhället
I Vretstorp finns skolan Fredriksberg (klass F–6 samt förskola med flera avdelningar) har både friidrottsanläggning och spontanlekplats i närheten. Här finns också teaterlokalen Magiska teatern och Vretstorps Folkets park. I samhället finns matbutik och småaffärer, pizzeria samt Viby krog 1 kilometer norr om Vretstorp.

## Kommunikationer
Motorvägen med på och avfart till Vretstorp E20 passerar utanför samhället. Stambanan Stockholm–Göteborg passerar Vretstorp mellan Hallsberg och Laxå. Järnvägsstationen där var i drift från den 1 augusti 1862 till den 9 juni 1986.  

## Personer från Vretstorp
- Olle Rimfors, (1896–1994), skidpionjär
- Thed Björk (född 1980), racerförare
- Emil Kåberg (född 1978), ishockeyspelare
- The Spitts, rockband

## Bilder

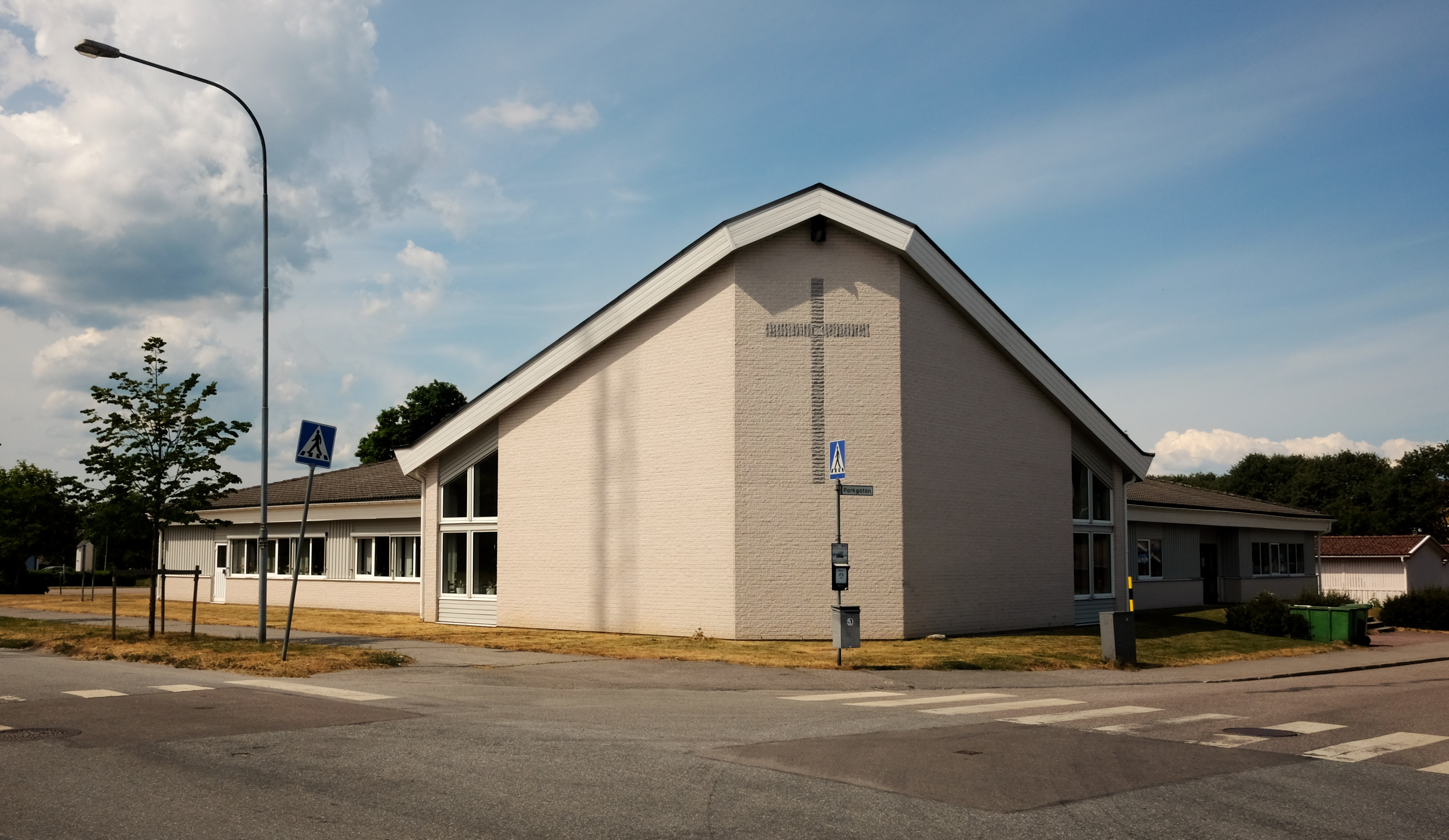
Kristallkyrkan
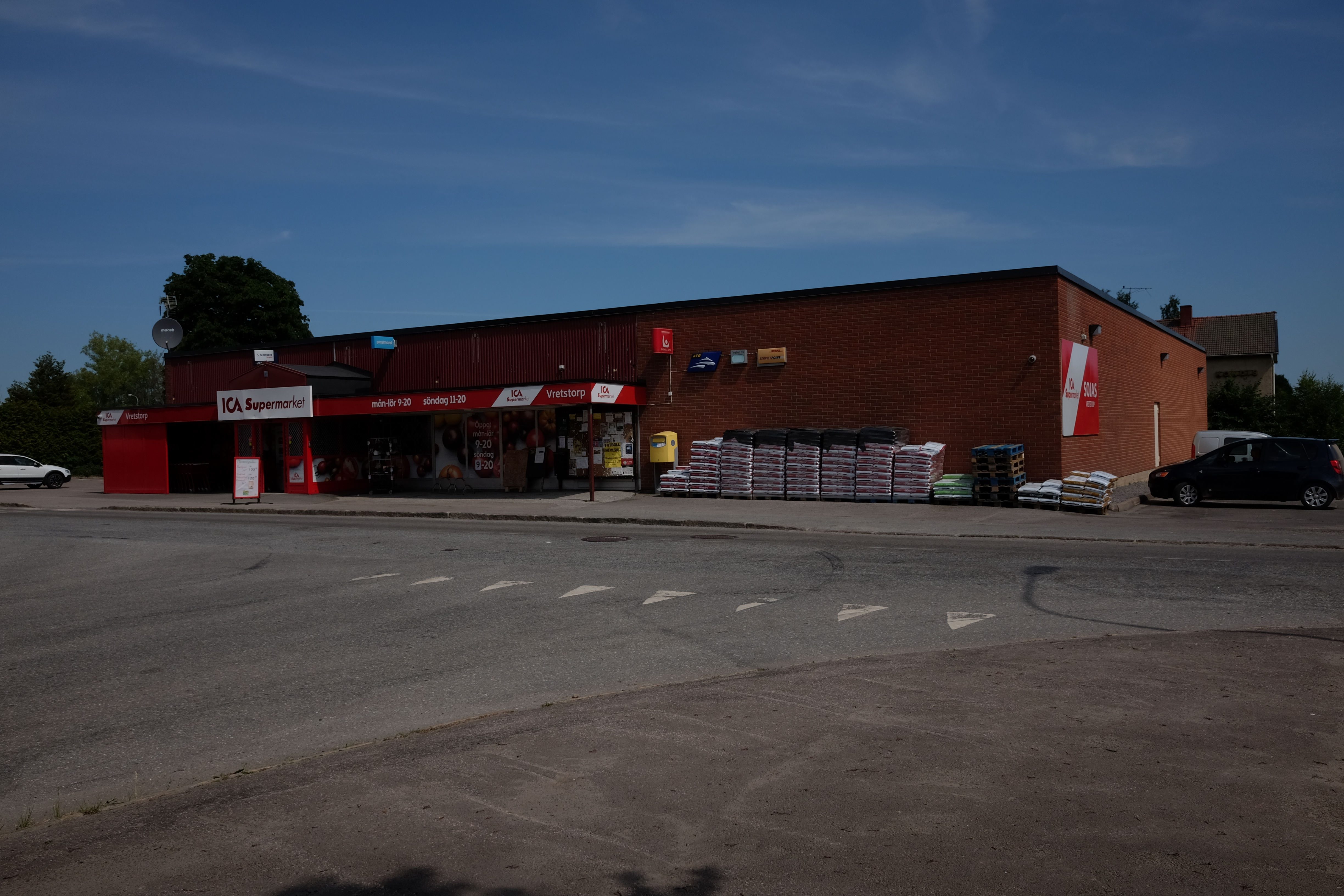
ICA-butiken
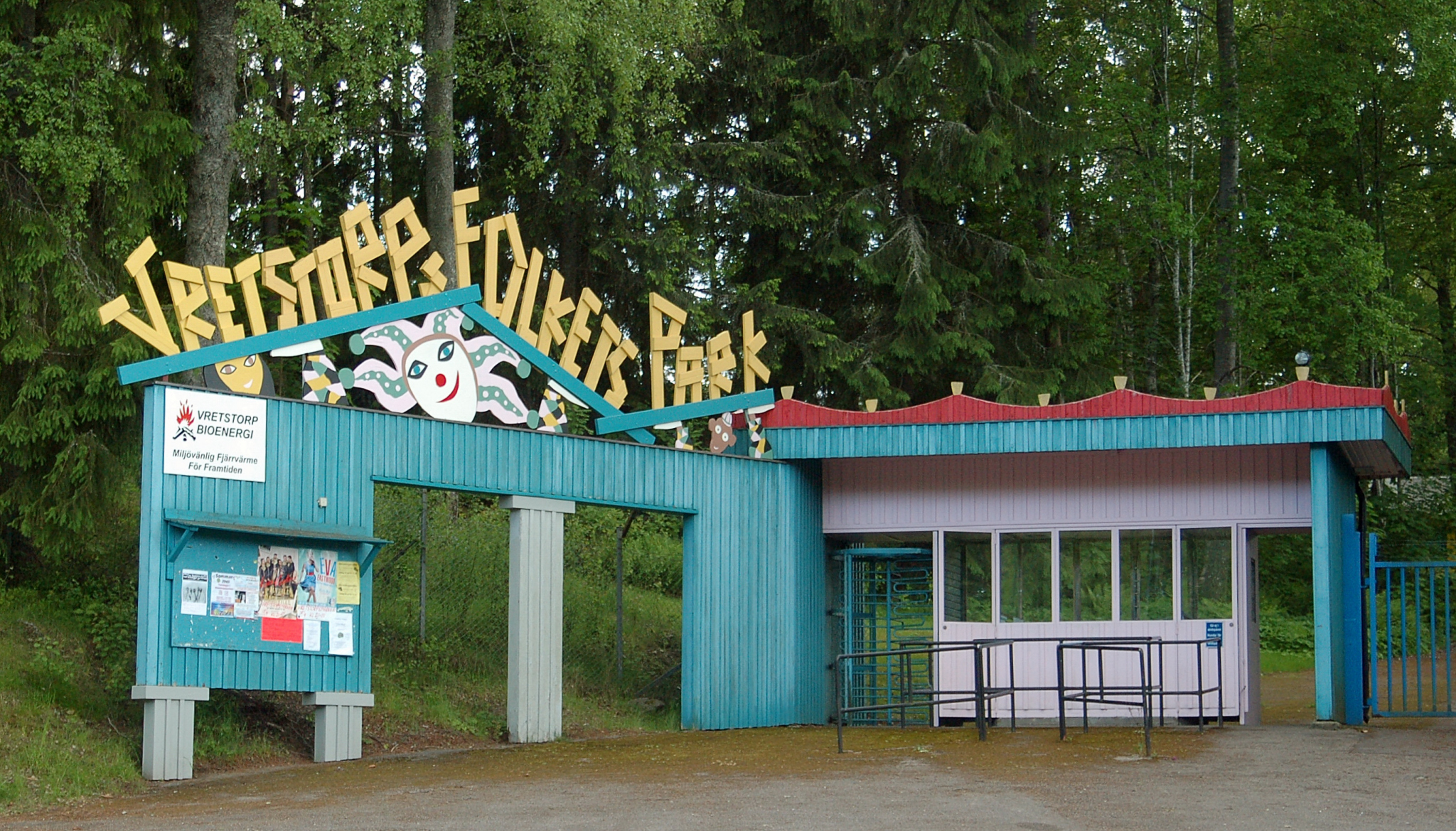
Folkets park
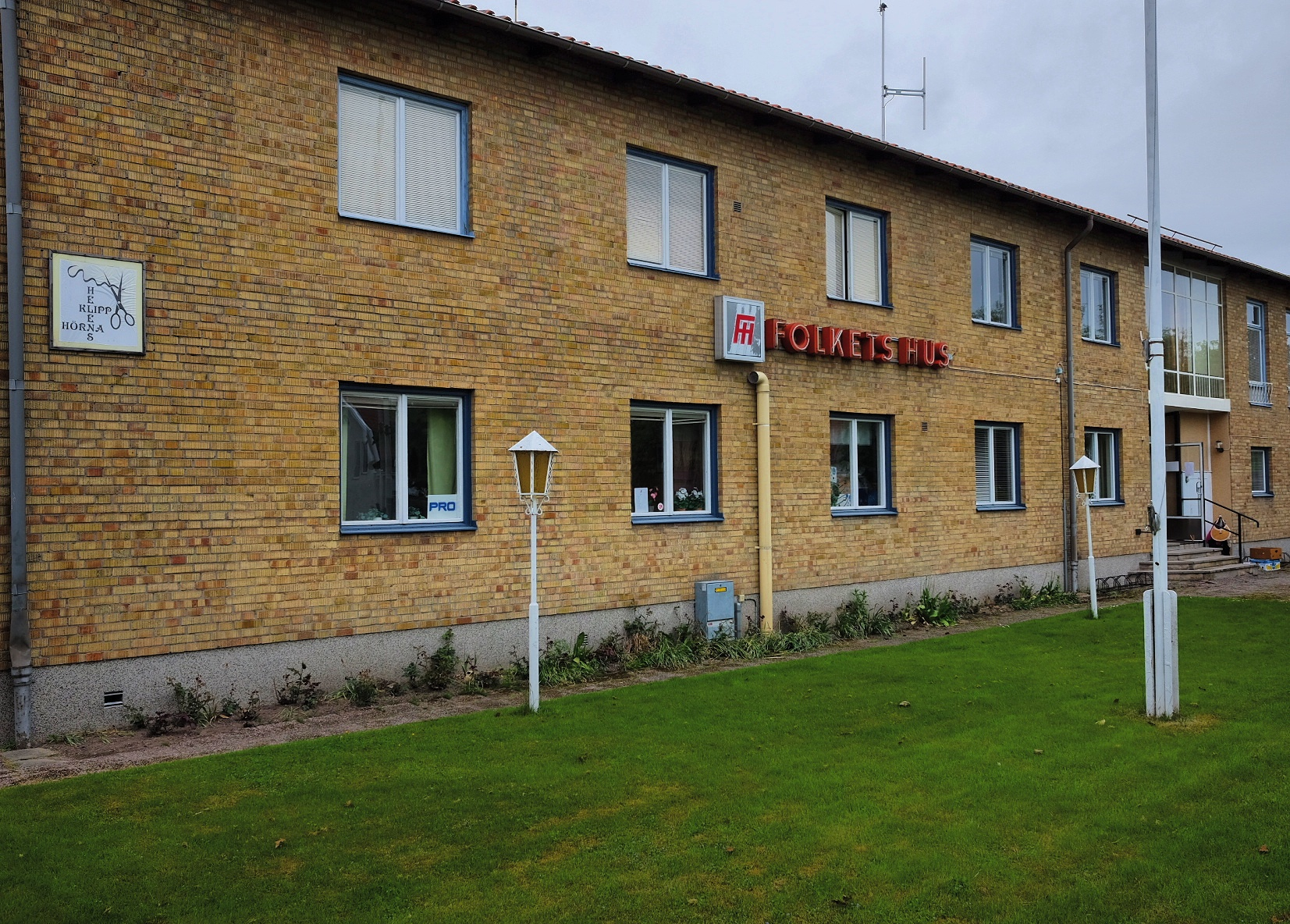
Folkets hus